# Simon Mathew
Simon Mathew (Grenå, 17 maggio 1983) è un cantante pop danese.
Nel 2005 pubblica il proprio primo album, definito come rock melodico. Nel 2008 si aggiudica la competizione canora nazionale, il Dansk Melodi Grand Prix 2008 e, nello stesso anno, partecipa all'Eurovision con la canzone All Night Long.

## Discografia
- Simon Mathew (2005)
- All For Fame (2008)